# Arriba las manos
Arriba las manos (en el título original polaco: Ręce do góry) es una película polaca, dirigida en 1967 por Jerzy Skolimowski. Es la cuarta película semiautobiográfica en la que el propio Skolimowski se representa a sí mismo, en el papel de Andrzej Leszczyc.
La película se rodó originalmente en 1967 en blanco y negro, pero en un añadido de 20 minutos de duración rodado en color en 1981, Skolimowski expuso cómo el original fue retenido por la censura polaca de la época y que esta fue la causa principal para abandonar su país, si bien tras la caída del régimen comunista, Skolimowski pudo estrenar su cinta.

## Argumento
La película narra, en tono surrealista, lo que acontece en una reunión del protagonista Andrzej Leszczyc (el propio Jerzy Skolimowski) con algunos de sus compañeros de estudios. Entre ellos surge la conversación acerca de los modelos de coches que posee cada uno. Así, Leszczyc tiene un Zastawa, otro de los presentes tiene un Wartburg, otros tienen coches mejores, como un Opel Rekord o el Alfa Romeo que posee la pareja infelizmente casada que también está presente.
Habiendo ingerido supuestamente metanfetamina (aunque más tarde se descubre que las píldoras eran en realidad un placebo), y en un ambiente festivo que se instala en el vagón de ganado del tren de mercancías en el que viajan, el grupo ofrece diversos aspectos, narrados de forma satírica, de la sociedad polaca de los años 1960. Lo tragicómico de la situación también queda reflejado en el hecho de que el vagón donde viajan bien podría haber sido uno de aquellos en los que la anterior generación de polacos fueron conducidos a los campos de concentración nazis durante la Segunda Guerra Mundial.
Esta película se presentó fuera de concurso en el Festival de Cine de Cannes de 1981.

## Reparto
- Jerzy Skolimowski
- Joanna Szczerbic
- Tadeusz Łomnicki
- Adam Hanuszkiewic
- Bogumił Kobiela

- Datos: Q1642203